# Seznam poveljstev Slovenske vojske
Poveljstva Slovenske vojske vsebuje spisek sedanjih kot razpuščenih poveljstev in štabov Slovenske vojske.

## Poveljstva in štabi Slovenske vojske na nacionalni ravni
- Generalštab Slovenske vojske (GŠSV)
- Poveljstvo sil Slovenske vojske
- Poveljstvo za podporo Slovenske vojske
- Poveljstvo za doktrino in razvoj, izobraževanje in usposabljanje Slovenske vojske (PDRIU)

## Operativna poveljstva Slovenske vojske
- 1. operativno poveljstvo vojnega letalstva in zračne obrambe Slovenske vojske (1. OPP VLZO)
- 2. operativno poveljstvo Slovenske vojske (2. OPP)
- 3. operativno poveljstvo Slovenske vojske (3. OPP)

## Pokrajinska poveljstva in štabi Slovenske vojske
- 2. pokrajinsko poveljstvo Slovenske vojske Novo mesto (2. PPSV) Novo mesto
- 3. pokrajinsko poveljstvo Slovenske vojske Kranj (3. PPSV) Kranj
- 4. pokrajinsko poveljstvo Slovenske vojske Postojna (4. PPSV) Postojna
- 5. pokrajinsko poveljstvo Slovenske vojske Ljubljana (5. PPSV) Ljubljana
- 6. pokrajinsko poveljstvo Slovenske vojske Nova Gorica (6. PPSV) Nova Gorica
- 7. pokrajinsko poveljstvo Slovenske vojske Maribor (7. PPSV) Maribor
- 8. pokrajinsko poveljstvo Slovenske vojske Celje (8. PPSV) Celje
- 24. pokrajinsko vojaško teritorialno poveljstvo Slovenske vojske

## Manjša poveljstva in štabi Slovenske vojske
- 32. vojaško teritorialno poveljstvo Slovenske vojske
- 37. vojaško teritorialno poveljstvo Slovenske vojske
- 38. vojaško teritorialno poveljstvo Slovenske vojske
- 381. polkovno poveljstvo Slovenske vojske (Celje)
- 243. območno vojaškoteritorialno poveljstvo Slovenske vojske
- 375. območno vojaškoteritorialno poveljstvo Slovenske vojske
- 385. območno vojaškoteritorialno poveljstvo Slovenske vojske
- 41. območno poveljstvo Slovenske vojske Cerknica
- 43. območno poveljstvo Slovenske vojske Koper
- 45. območno poveljstvo Slovenske vojske Sežana
- 47. območno poveljstvo Slovenske vojske Ilirska Bistrica